# L'Infortuné Fiancé d'Aurélia
L’Infortuné Fiancé d’Aurélia (Aurelia's Unfortunate Young Man) est une nouvelle de Mark Twain, publiée le 22 octobre 1864 dans le Californian, sous le titre Whereas.

## L'histoire
Le narrateur anonyme de l'histoire a reçu un courrier d'une jeune femme, Aurélia Maria, qui lui demande conseil au sujet de son fiancé. Ce dernier, dont elle est très amoureuse, subit une série de malheurs, qui ont pour conséquence de repousser chaque fois la date prévue pour leur mariage : d'abord défiguré par la petite vérole, il est ensuite amputé d'une jambe, perd ses deux bras, un œil, puis son autre jambe, avant de se faire scalper. À chacun de ces malheurs, la jeune femme s'est résolue à maintenir les fiançailles, malgré les conseils contraires de sa famille et de ses proches, mais elle est à présent perplexe, 
« elle ne pouvait s’empêcher de ressentir une profonde affliction, en voyant son amoureux la quitter ainsi morceau par morceau, songeant qu’avec ce système de progressive réduction il n’en resterait bientôt plus rien, et ne sachant comment l’arrêter sur cette voie funeste. »

## Historique du texte et des éditions
Le texte paraît d'abord dans le Californian, en 1864, sous le titre Whereas. Twain commence ensuite à retravailler l'histoire afin de la publier dans un recueil, The Celebrated Jumping Frog of Calaveras County, mais celui-ci paraît finalement avec la nouvelle écourtée d'une partie de son début et renommée (sans doute par l'éditeur) L'Infortuné Fiancé d'Aurélia. Twain publie de nouveau l'histoire dans les Esquisses anciennes et nouvelles, et conserve ce titre. Si les différentes rééditions du vivant de l'auteur comportent quelques variantes, c'est la version de ce recueil qui est aujourd'hui généralement éditée.